# 臼井城

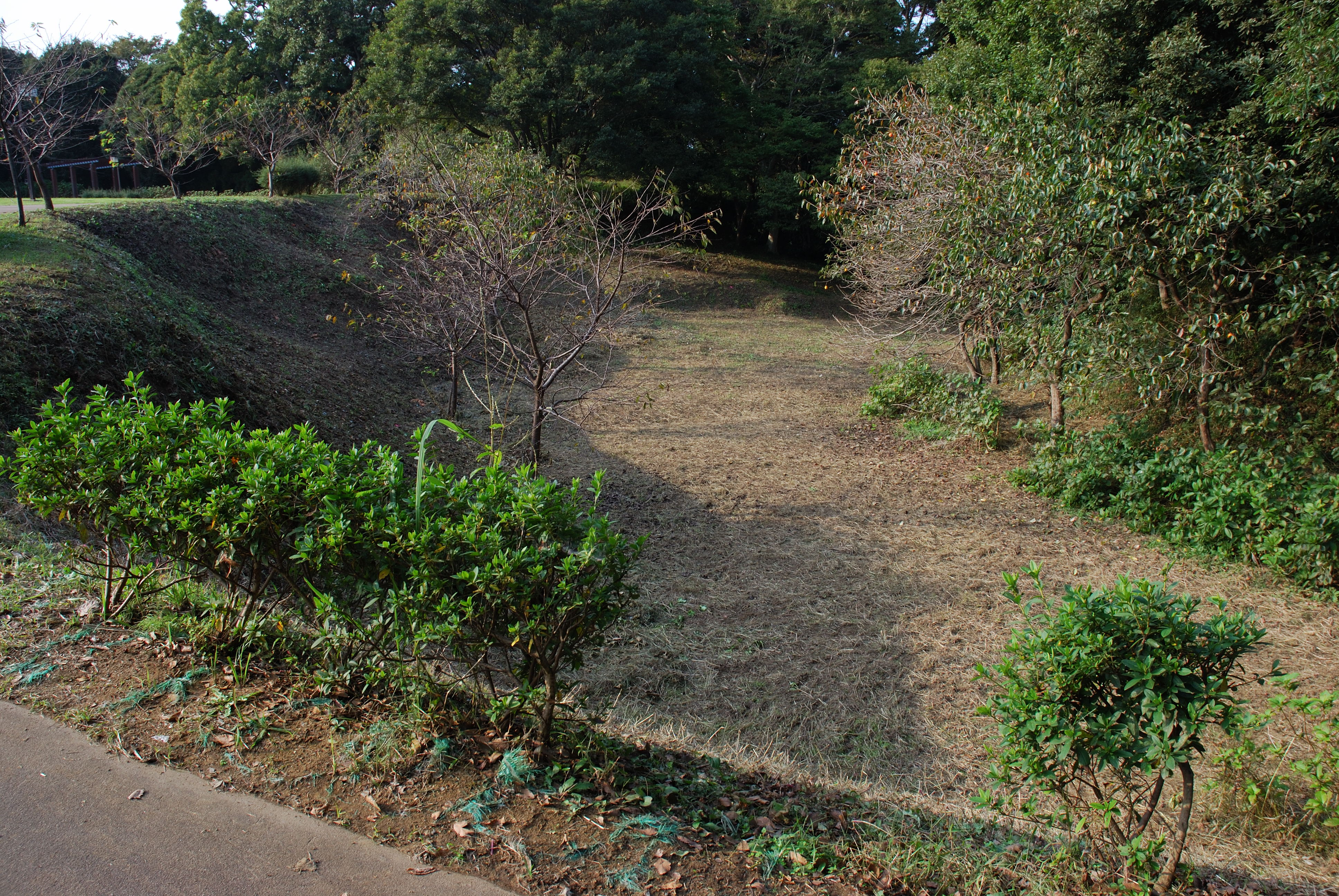
本丸空堀

臼井城（うすいじょう）は、現在の千葉県佐倉市臼井田付近にあった日本の城。佐倉市指定史跡。

## 概要
永久2年（1114年）、平常兼の子の常康が臼井に居を築き臼井六郎を称したと伝えられるが、その居館がこの臼井城であったかどうかは定かではない。臼井氏の中興の祖といわれる臼井興胤（14世紀中頃）が本領である臼井に復帰し、臼井城を居城としたというが、これについても出典が1715年成立の『総葉概録』であるため、史実として見ることに慎重な見解もある。確実な史料に現れるのは15世紀後半である。
城は、下総台地の北西端にあたる臼井台地を占めており、印旛沼に注ぐ手繰川・鹿島川に挟まれている。

## 歴史・沿革
享徳の乱の折、文明10年（1478年）12月10日の境根原合戦で千葉自胤に敗北した千葉孝胤は、臼井教胤の養子となっていた一族の臼井持胤の守る臼井城に籠城した。7ヶ月に及ぶ籠城戦の末、文明11年（1479年）7月15日に包囲を緩めた様子を見た城方が打って出て、激戦となり、そして落城したと伝えられる（鎌倉大草紙）。その時太田道灌の甥の太田資忠らが討ち死にし、現在も臼井城の土塁の上に太田資忠の墓が残されている。
その後、足利政氏の次男足利義明が小弓城を征圧し小弓公方を自称した際には、臼井城主の臼井景胤は小弓公方側に立ち、千葉孝胤の嫡男勝胤とは立場を異にした。だが天文7年（1538年）10月第一次国府台合戦で足利義明が討ち死にした後は千葉氏の影響下に復した。
永禄4年（1561年）臼井久胤の時、上杉謙信の小田原攻めに呼応した里見勢の上総大多喜城主正木信茂に攻められ臼井城は落城し、久胤は結城城の結城晴朝を頼って脱出、臼井氏は滅亡した。なお一説によれば、その時城は後見していた久胤の母方の祖父に当たるとされる原胤貞に乗っ取られた状態で、まだ10代だった久胤は軟禁状態にあったともされ、正木信茂の攻撃による混乱を好機ととらえ、原胤貞の娘とされる母とともに城を脱出し結城氏に臣従したとも言われており、結局、臼井城は原氏の手中に収まったとのことである。
永禄9年（1566年）には、上杉謙信と里見義弘に攻められ原胤貞らが臼井城に立て籠り、3月20日には落城寸前となったものの、原胤貞より指揮を受け継いだ軍師・白井浄三の知謀とその指示に基づいた北条氏側の松田康郷らの戦ばたらきにより謙信を大敗させている（詳細は「臼井城の戦い」参照）。
天正2年（1574年）に原胤栄（胤貞の子）は里見勢に生実城を追われたため、その後原氏が臼井城を本拠とする。
戦国時代末期には原氏が城主であったが、天正18年（1590年）の小田原征伐で徳川氏に敗れ、酒井家次が3万石で入封する（臼井藩）。文禄2年（1593年）に城内より出火し灰燼に帰し、その後酒井家次は慶長9年（1604年）12月、上野国高崎藩に加増移封、臼井藩は廃藩となり、臼井城も廃城となった。
室町時代後期以降の戦乱の時代において、後期千葉氏の拠る本佐倉城と比べて歴史的により重要な役割を果たしたが、戦乱の時代が終わり、土井利勝により慶長15年（1610年）に佐倉城が完成するに至ってその役目を終えた。
現在は臼井城址公園として整備されている。

### 年表
- 12世紀中頃、臼井常康が築いたと伝わるが定かではない。
- 14世紀中頃、本格的城郭として整備される。
- 1479年（文明11年）、太田道灌の率いる上杉方に攻められ、七ヶ月に及ぶ篭城の後落城。
- 1557年（弘治3年）、臼井久胤の後見として原胤貞が入り、原氏の支配下となる（1551年（天文19年12月（旧暦））とする説もある）。
- 1561年（永禄9年）、上杉謙信に呼応した里見側の正木信茂に攻められ落城。
- 1564年（永禄7年）、原胤貞が奪還。
- 1566年（永禄9年）、臼井城の戦いで上杉・里見勢に攻められるが、これを退ける。
- 1574年（天正2年）、生実城が里見氏の手に落ちたため、原氏の本拠となる。
- 1590年（天正18年）、小田原征伐により原氏が滅び、豊臣側に接収され、後に酒井家次が封じられた。
- 1604年（慶長9年）、酒井家次の高崎移封に伴い廃城となった。
- 1994年（平成6年）2月16日、城跡が佐倉市指定文化財（史跡）となる。